# 쥐 잡는 날
《쥐 잡는 날》은 KBS 2TV에서 2004년 11월 28일에 방영된 드라마시티이다. 2004년 KBS에서 개최한 제17회 TV 드라마 공모전에서 가작으로 당선된 작품이다.

## 줄거리
‘쥐 잡는 날’이라는 구호 속에는 70년대의 풍경이 고스란히 녹아있는 시대를 배경으로 하여 펼쳐진 어린 여자아이 꽃님의 이야기다. 꽃님은 일찍 돌아가신 엄마를 추억하며 아버지와 단 둘이서 행복하게 산다. 그러던 어느 날 친언니처럼 지내던 현란과 아빠가 결혼한다는 사실에 꽃님은 강한 배신감을 느낀다. 결국 꽃님은 현란을 괴롭혀서 아빠와 헤어지게 만들려고 여러 작전을 펼치게 되는데, 신혼 첫날밤에 쥐를 잡아 신방에 넣기도 하고, 일부러 새엄마가 자신을 괴롭히는 척 연기를 하여 주변 사람들의 동정을 얻기도 한다. 이런 좌충우돌 속에서 꽃님이는 새엄마를 마음속으로 조금씩 받아들이게 된다. 그러다 쥐 잡는 날이 되면서 통장에게서 건네 받은 쥐약을 주먹밥에 섞어놓았는데, 친구들과 화투를 치면서 시간을 보내던 꽃님이는 문득, 쥐약이 섞인 주먹밥이 없어져버린 걸 깨닫는다. 과연 누가 이 주먹밥을 먹어버린 걸까?

## 등장 인물
- 김희정 : 꽃님 역
- 이효정 : 덕호 역
- 강우경 : 현란 역
- 김보람 : 은실 역
- 오민석 : 영식 역
- 장다연 : 미라 역
- 이미숙 : 꽃님의 어머니 역
- 윤순홍 : 은실의 아버지 역
- 김수현 : 은실의 어머니 역
- 이대로 : 담임 역